# 小島淳二
小島 淳二（こじま じゅんじ、1966年 - ）は、佐賀県出身の映像作家。映像制作会社teevee graphics代表。文教大学教育学部美術科卒。

## 主な作品

### TV
- TBSテレビ「ウンナンの気分は上々。〜FEEL SO NICE」　オープニングタイトルバック
- TBSテレビ「QUIZ」　タイトルバック
- テレビ朝日「ニュースステーション」
- NHK連続テレビ小説
  - 「ちりとてちん」　オープニングタイトル映像
  - 「わろてんか」　オープニングタイトル映像

### CM
- 資生堂
- KIRIN
- ブリヂストン
- PSP
- NTTドコモ
- キヤノン

### MUSIC VIDEO
- crack the marian

「家出少年のメロディー」
- ACIDMAN

「造花が笑う」
「アレグロ」
「赤橙」
「飛光」
「Slow View」
「リピート」
「波、白く」
- 鬼束ちひろ

「いい日旅立ち・西へ　(FULL Ver.)」
- YUKI

「the end of shite」
- キリンジ

「スウィートソウル」
「カメレオンガール」
「ロマンティック街道」
「十四時過ぎのカゲロウ」
「Drifter」
- 砂原良徳

「LOVEBEAT」
- HYDE

「HELLO」
「COUNTDOWN」
- L'Arc〜en〜Ciel

「叙情詩」
- BENNIE K

「Dreamland」
「DISCO先輩」
- SEAMO with BENNIE K

「a love story」
- RIP SLYME

「UNDER THE SUN」
- 斉藤和義

「Hey! Mr.Angryman」
- AYUSE KOZUE

「Pretty Good」
- 木村カエラ

「You」
「Magic Music」
- K.

「After the silence」
- ホフディラン

「SEASON」
- ラスマス・フェイバー

「Ever After」
- ACO

「ハートを燃やして」
- audio active

「PSYCHO BUDS」
「スクリュードライマー(Elements of Rhyme) feat.BOSS THE MC」
- Fantastic Plastic Machine

「Tell Me」（NAMIKIBASHI名義）
- POLYSICS

「You-You-You」
- TOWA TEI

「 BIRHTDAY」
- RYUKYUDISKO

「NICE DAY feat. BEAT CRUSADERS」
「ナサキ feat. MONGOL800」
「夢のFUTURE feat. KOTOMI」

### 映画
- 「Jam Films 2　机上の空論」（The Japanese Tradition -KOSAI-）（NAMIKIBASHI名義）
- 「形のない骨」 34回ワルシャワ国際映画祭コンペティション部門ノミネート